# Martin Kienzle
Martin Kienzle (* 10. Januar 1992 in Ludwigsburg, Deutschland) ist ein deutscher Handballspieler. Seine Körpergröße beträgt 1,84 m.
Kienzle spielte in der Jugend von 1997 bis 2006 bei der HSG Marbach-Rielingshausen und von 2006 bis 2009 bei der HG Steinheim-Kleinbottwar. Als B-Jugendlicher wechselte er 2009 zum TV Bittenfeld. Kienzle stieg mit der 2. Mannschaft des TVB in die Württembergliga auf. Mit 17 Jahren wurde er erstmals in der 2. Bundesliga eingesetzt. Ab der Saison 2012/13 gehörte Kienzle zum festen Kader der Zweitligamannschaft. Am Ende der Saison 2014/15 stieg er mit dem TVB in die Handball-Bundesliga auf. In der Saison 2015/16 spielte Kienzle mit dem nun unter dem Namen TVB 1898 Stuttgart antretenden Verein in der Bundesliga und erzielte dabei in elf Spielen zwei Tore.
Im Sommer 2016 verließ Kienzle den TVB 1898 Stuttgart und wechselte zum Drittligisten TGS Pforzheim. Im Sommer 2017 kehrte Kienzle zum TVB 1898 Stuttgart zurück, wo er die 2. Mannschaft in der Württembergliga Nord verstärkt und zum erweiterten Bundesligakader gehört.
Kienzle bekleidet die Position als linker Außenspieler, er wird aber auch im linken Rückraum eingesetzt.